# Baltomyces
Baltomyces är ett släkte av svampar. Baltomyces ingår i familjen Asellariaceae, ordningen Asellariales, divisionen oksvampar och riket svampar.
|            | Asellaria                           |
|            |                                     |
| Baltomyces | \| \| Baltomyces styrax \| \| \| \| |
|            | \| \| Baltomyces styrax \| \| \| \| |
|            | Orchesellaria                       |
|            |                                     |
|            | Baltomyces styrax                   |
|            |                                     |

|  | Baltomyces styrax |
|  |                   |